# Podoces pleskei
El  arrendajo terrestre iraní  (Podoces pleskei) es una especie de ave paseriforme de la familia Corvidae endémica de Irán. 
Su cuerpo mide unos 25 cm de largo, y pesa unos 85 gramos. Su cuerpo es color arena, sus alas son blancas con alguna franja negra. Posee patas fuertes y largas. Tienen un pico fuerte y aguzado que les permite excavar el terreno cuando cazan salamandras y otros animales pequeños.

## Distribución y hábitat
Es una especie endémica de Irán. Habita en zonas áridas y desiertos semiáridos.